# リパブリック (客船)
リパブリック（RMS Republic）は、20世紀初頭に建造された豪華客船。
1909年1月23日、濃霧の中アメリカ東海岸を航行中、イタリア船籍の客船フロリダ号と衝突し、翌24日に沈没した。衝突から沈没まで39時間もかかったため、衝突時に死者が6人出た以外は、乗客乗員のほぼ全員が無事に救助された。

## 概要
リパブリックは北アイルランドのベルファストにあるハーランド・アンド・ウルフ造船所で建造された。はじめは「コロンブス」と名づけられたが、ホワイト・スター・ラインに売却されたとき「リパブリック」に変更された。
ホワイト・スター・ラインの客船で「リパブリック」という名がついたのはこれが2隻目である。1872年にも建造されているが、これは後に売却された。
沈没したリパブリック号は1981年、マサチューセッツ州ナンタケット島の南、海底82 mに発見された。